# Podpulfrca
Podpulfrca je naselje v Občini Škofja Loka.